# Купчасто-дощові хмари

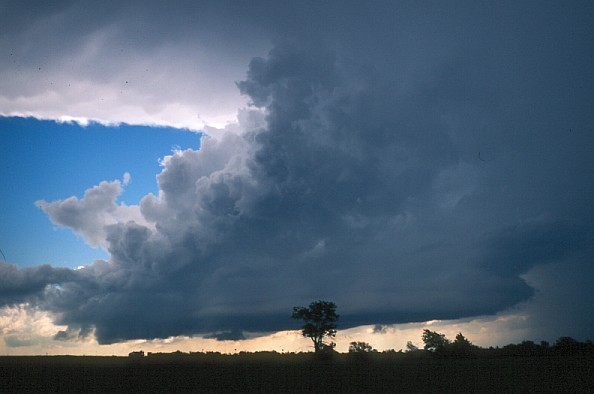
Купчасто-дощові хмари

Купча́сто-дощові́ хма́ри (лат. Cumulonimbus, Cb) — різновид хмар вертикального розвитку, основи яких розташовуються на висоті 100—200 м і складені з водяних крапель, а вершини сягають висоти 8—10 км, інколи — до 14 км і складені з льодяних кристалів. Ці хмари пов'язані з грозами та наявністю нестабільності в атмосфері, утворюючись за допомогою потужних висхідних потоків. Купчасто-дощові хмари можуть утворюватися поодинці, у кластерах або уздовж холодного фронту та лінії шквалів. Ці хмари можуть спричиняти блискавку та багато інших небезпечних явищ таких, як смерч. Згідно з міжнародною класифікацією хмар, позначаються символом .

## Зовнішній вигляд

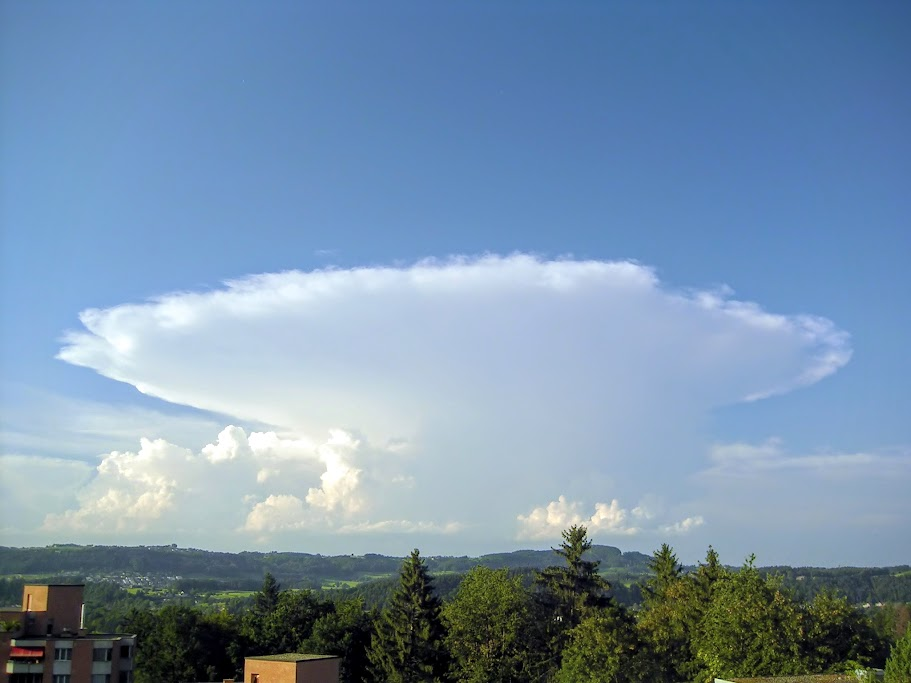
Сформована хмара виду Cumulonimbus capillatus. Чітко видно перистоподібний верх

Купчасто-дощові хмари виглядають як білі хмари із темними, інколи синюватими основами, що підіймаються у вигляді величезних гороподібних хмарних мас, із вершинами, що мають здебільшого волокнисту будову (подібно до перистих хмар). У холодний період року ці хмари можуть бути більш плоскими. Часто спостерігаються у вигляді рідких окремих хмар, але можуть мати місце й скупчення їх у хмарний вал (це буває при проходженні холодного фронту).
Добре розвинена купчасто-дощова хмара характеризується наявністю зверху плоского ковадла (ковадло купола), викликаного зсувом вітру або інверсією температури поблизу тропопаузи. Полиця ковадла може передувати вертикальній складовій головної хмари на багато миль і супроводжуватися блискавками. Як правило, купчасто-дощові хмари не закривають усього неба, і між окремими хмарами наявні прогалини. Проте в окремих випадках, при продовженні скупчення цих хмар або хмарного вала, на короткий час може бути закритий весь видимий небосхил.
Ці хмари розростаються по вертикалі набагато більше, ніж купчасті хмари за гарної погоди. При досягненні вершиною висоти пір'ястих хмар вона починає розмазуватися, набуваючи форму ковадла. Хмара утворюється з купчастих потужних хмар, коли нестійкість повітря створює потужні висхідні потоки, що розповсюджуються на кілька квадратних кілометрів. Вони можуть існувати як окремі осередки або утворювати лінію з осередків, що називається лінією шквалів.
Підтримувані потужними потоками висхідного повітря (іноді більш як 50 вузлів), вершини купчасто-дощових хмар можуть легко підіймаються на висоту 12 000 метрів і навіть вище. Нижні рівні купчасто-дощових хмар складаються в основному з крапельок води, тоді як на вищих рівнях, де температури набагато нижчі 0 °C, переважають кристали льоду. Ковадло купчасто-дощових хмар характеризується великими розмірами.
Висота основи над поверхнею Землі коливається у межах від 0,4 до 1,0 км. Висота самої хмари зазвичай від 3 до 4 км, але деколи вершина сягає тропопаузи — до 23 км в екваторіальних широтах. Сонце й Місяць крізь купчасто-дощові зовсім не просвічуються. При випаданні зливового дощу часто спостерігається веселка.

### Розрізнення хмар
Зазвичай, визначити купчасто-дощові хмари не складно. Їх можна сплутати тільки з шарувато-дощовими й купчастими потужними хмарами. Наприклад, якщо купчасто-дощові хмари сильно розповсюдились по горизонталі, їх основи злилися і з пункту спостережень у жодну із прогалин не видно чітко оконтурених горбистих боків хмар. Головна відмінність від шарувато-дощових хмар полягає в тому, що хмари Cumulonimbus мають більш похмуре, свинцево-темне забарвлення, дають зливові опади, і під їх основою, зазвичай, утворюються розірвано-дощові й купчасті розірвані хмари. При визначенні також необхідно враховувати попередній стан неба.
Від купчастих потужних купчасто-дощові хмари відрізняються такими ознаками:
1. Волокнисто-периста будова вершини хмари.
2. Сильне затемнення (коли хмара перебуває в зеніті) його основи до темно-свинцевого забарвлення.
3. Випадання зливових опадів, що досягають чи не досягають поверхні Землі, але помітні у вигляді смуг падіння (вірга). Якщо хоч одна із цих ознак відсутня, хмару навіть і розвинену вертикально, слід вважати потужною купчастою.

## Мікрофізична будова
Купчасто-дощові хмари у верхньому шарі складаються з льодових кристалів (що при температурах, близьких до нуля, мають форму стовпчиків, при нижчих (нижче −15 °C) — форму пластинок) при одночасній наявності переохолоджених крапель води. У нижніх частинах хмари складаються з краплинок води з домішками сніжинок або крапель дощу (залежно від температури), а інколи — крупи або граду.

## Види

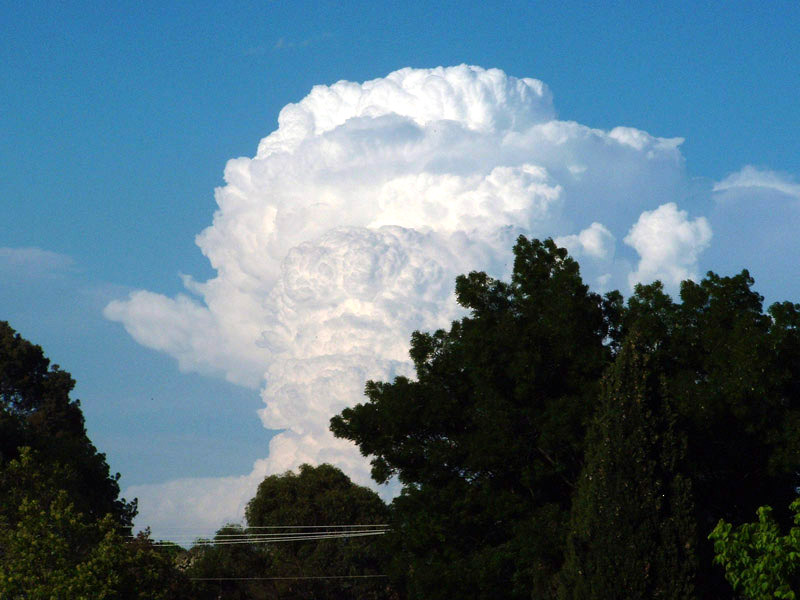
Купчасто-дощова хмара типу Cumulonimbus calvus

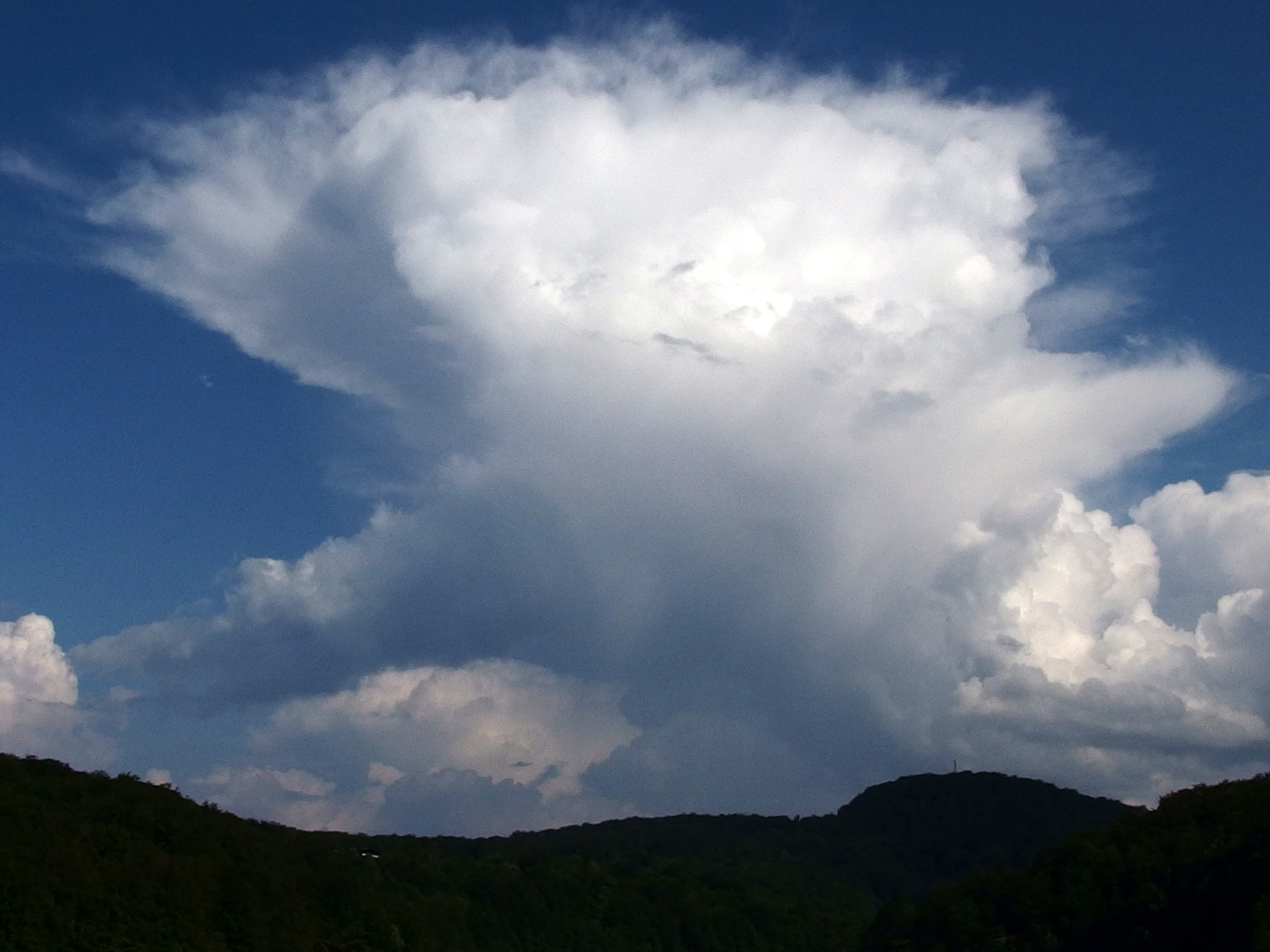
Хмара типу Cumulonimbus capitallus над Плитвицькими озерами

Cumulonimbus calvus (Cb calv.) — «лисі». Вершина цих хмар не має перистоподібної структури й подібних заокруглених білосніжних куполів трохи волокнистої будови. Інколи за наявності цих хмар можуть з'явитися ознаки грози. Вид Cb calv. має різновид Cumulonimbus calvus arcus (Cb. calv. arc.) — «лисі з грозовим валом». Цей різновид спостерігається тоді, коли в передній частині хмари утворюється темний дугоподібний хмарний вал (складається переважно з завихрених, швидкоплинних купчастих розірваних i розірвано-дощових хмар), проходження якого супроводжується шквалом — раптовим різким посиленням вітру.
Cumulonimbus capillatus (Cb cap.) — «волохаті». Ці хмари мають яскраво виражену волокнисто-перистоподібну будову верхньої частини. Перистоподібні волокна, зазвичай, поступово розходяться по горизонталі та набувають у хмарі подібності віяла, а при спостереженні збоку — ковадла. Вид Cb cap. має такі різновиди:
- Cumulonimbus capillatus arcus (Cb. calv. arc.) — «волохаті з грозовим валом». Ознаки цього різновиду такі ж, як і описаних вище Cb calv.
- Cumulonimbus incus (Cb inc.) — із ковадлом. Ця різновидність спостерігається тоді, коли верхня скрижаніла частина хмари розтікається в боки й набуває вигляду велетенського ковадла над верхньою частиною хмари.
- Cumulonimbus humilis (Cb hum.) — пласкі. Мають усі характерні ознаки інших купчасто-дощових хмар (виразну купчастоподібну форму, волокнисту структуру й дають зливові опади), але відносно слабко розвинуті вертикально.

### Супровідні хмари

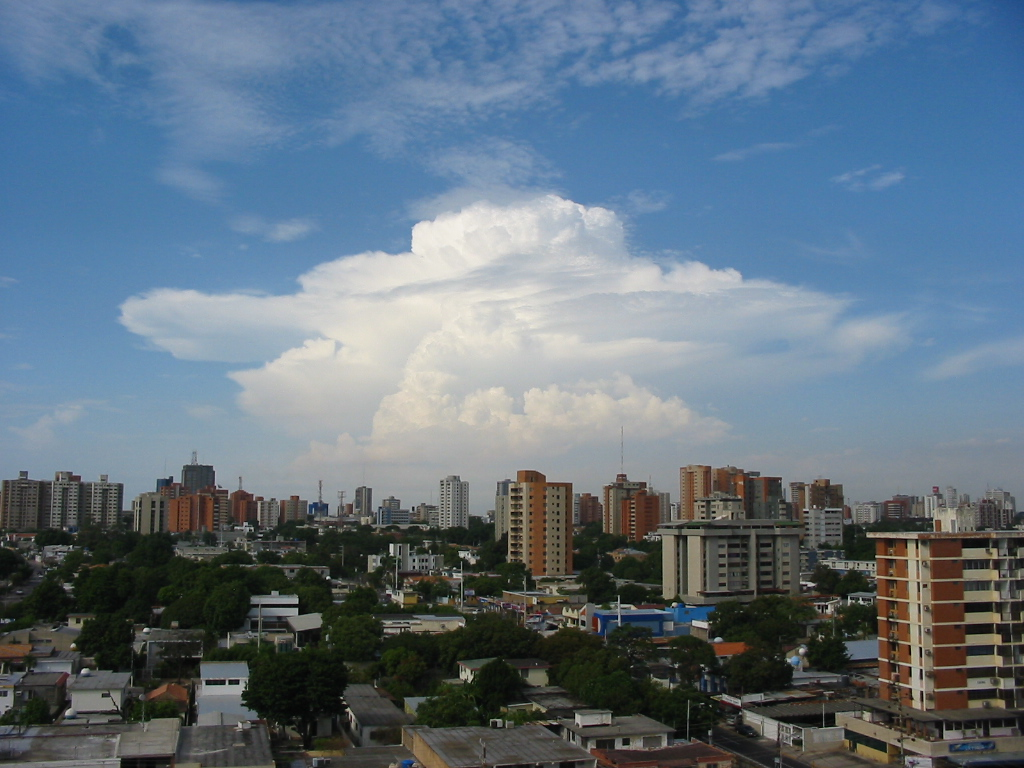
Хмари Velum над Маракайбо

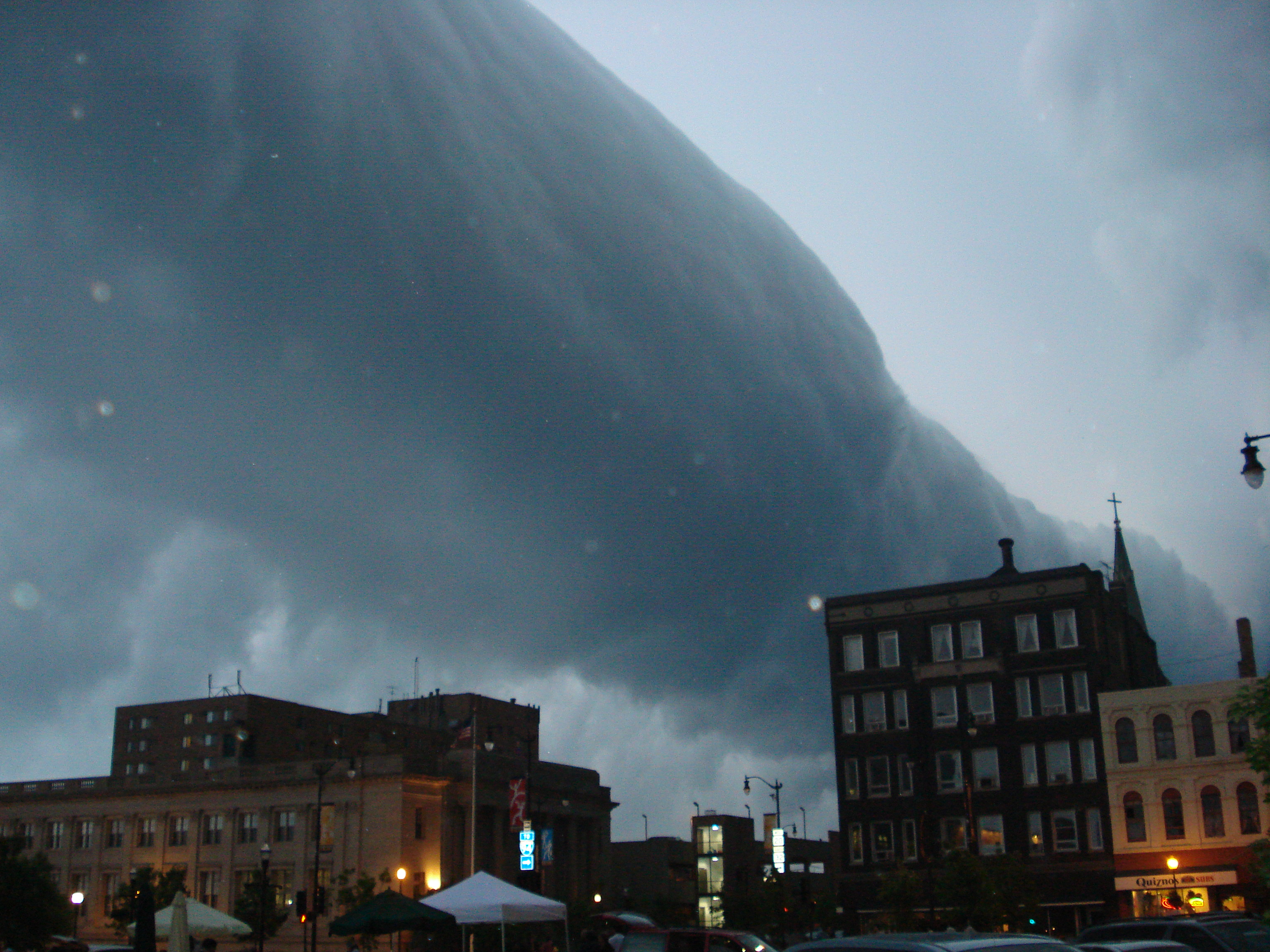
Хмара Arcus над містом Расін (Вісконсин), США

- Pileus — купчасто-дощові лисі хмари у супроводі хмари-шапки.
- Pannus — купчасто-дощові хмари у супроводі розірваних (fractus) видів хмар.[2]
- Velum — купчасто-дощові хмари, які супроводжуються горизонтальним «листком» над серединою хмари.[3]
- Arcus — низьке, горизонтальне хмарне утворення, пов'язане з переднім краєм відтоку грози.[4]

### Особливі різновиди
- Tuba — вертикальний вихор, що відходить від хмар і може перетворитися в хмару-вихор (смерч). Вони можуть опускатись досить низько, іноді до 6 метрів над Землею.[3]
- Lenticular mammatus (вим'яподібні хмари) — рідкісний різновид купчасто-дощових хмар, які з нижнього боку складаються з «бульбашок» і нагадують вим'я корови. Утворення цих хмар є проявом нестійкості Релея — Тейлора.
- Пірокумулятивні хмари — різновид купчастих та купчасто-дощових хмар, який утворюється під час пожеж, вивержень вулканів.

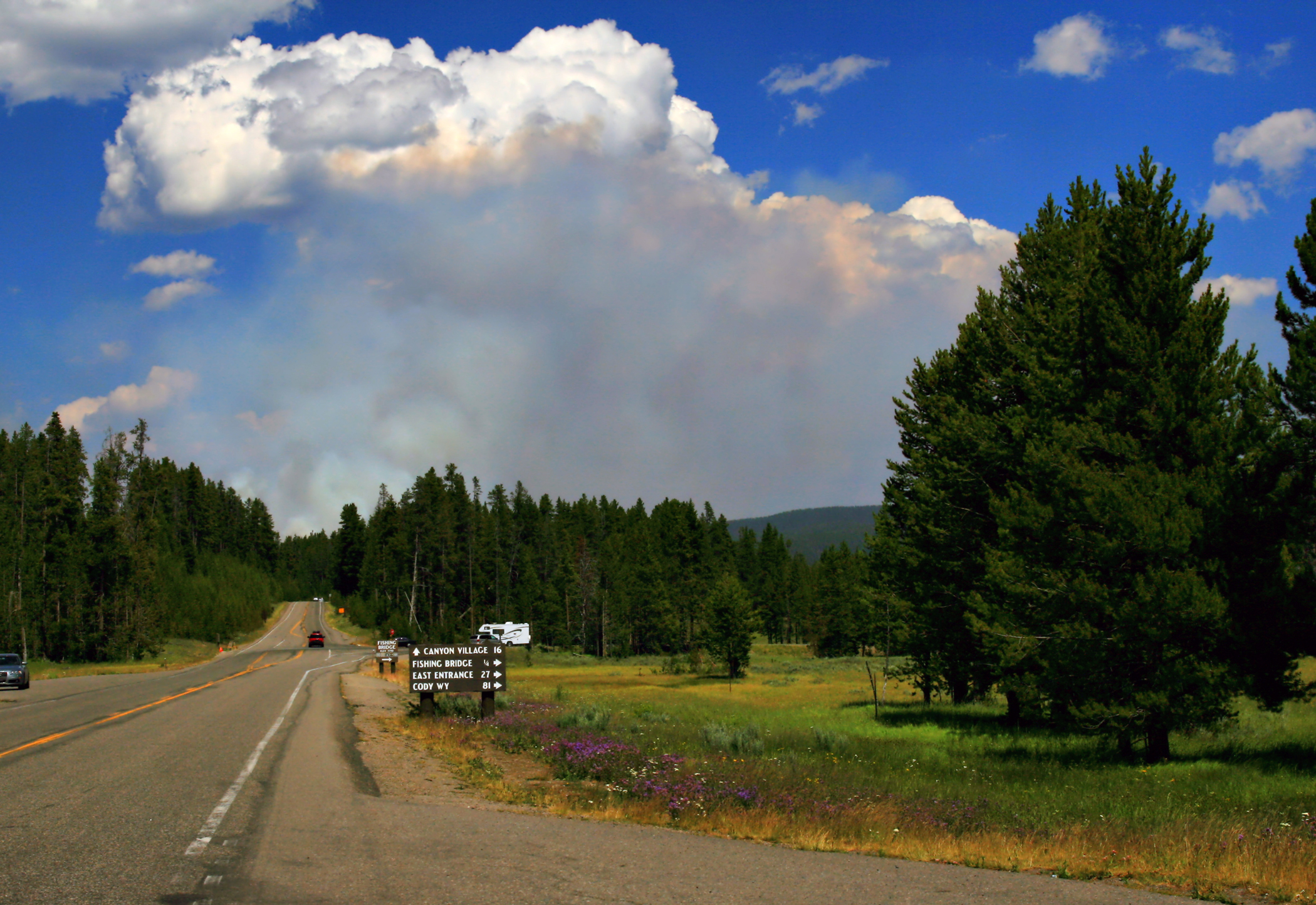
Пірокумулятивні хмари, які формуються під час пожежі в парку Єллоустоун, США
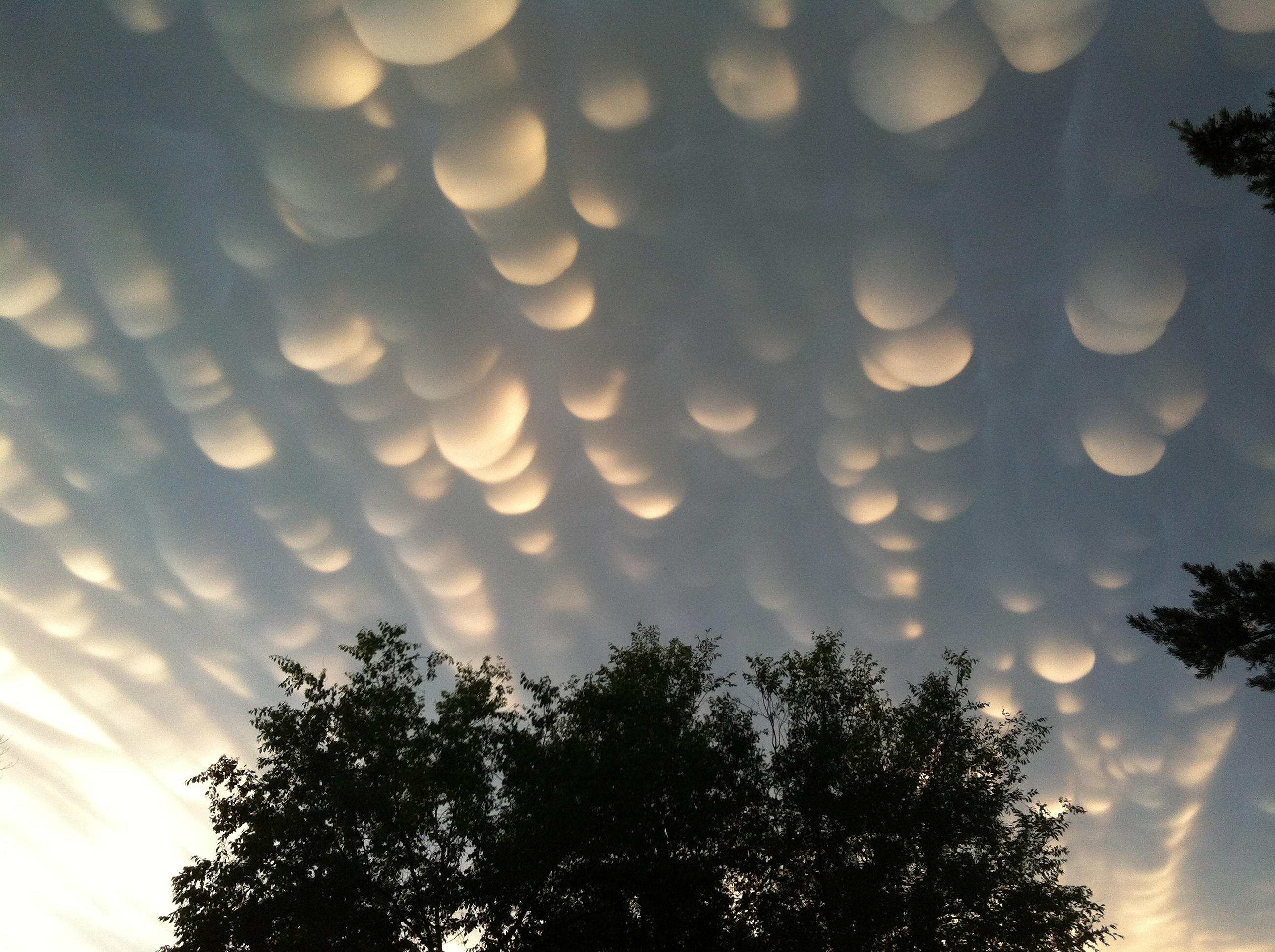
Вим'яподібні хмари
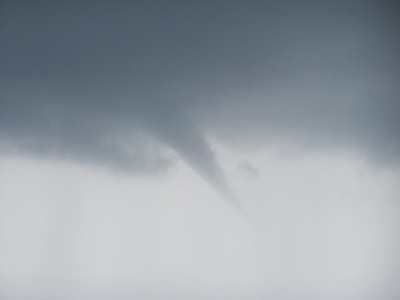
Хмара-вихор над Нідерландами

## Цикл життя

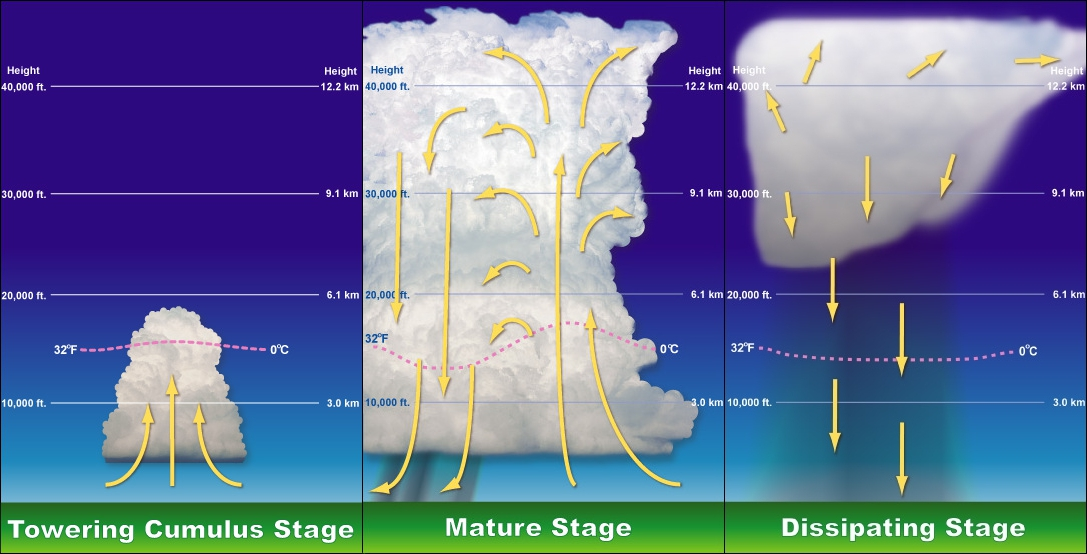
Стадії життя купчасто-дощових хмар. Спочатку — стадія купчастої хмари, потім — стадія зрілості, в кінці — стадія розпаду

Загалом, для формування купчасто-дощових хмар необхідна досить велика кількість атмосферної вологи, висхідного потоку повітря, нестабільної повітряної маси, великий вертикальний градієнт температури й наявність підйомної сили (тепла) з метою формування. Купчасто-дощові хмари, як правило, проходять через три стадії розвитку: стадія купчастої хмари, стадія зрілості й стадія розпаду.

### Стадія купчастої хмари

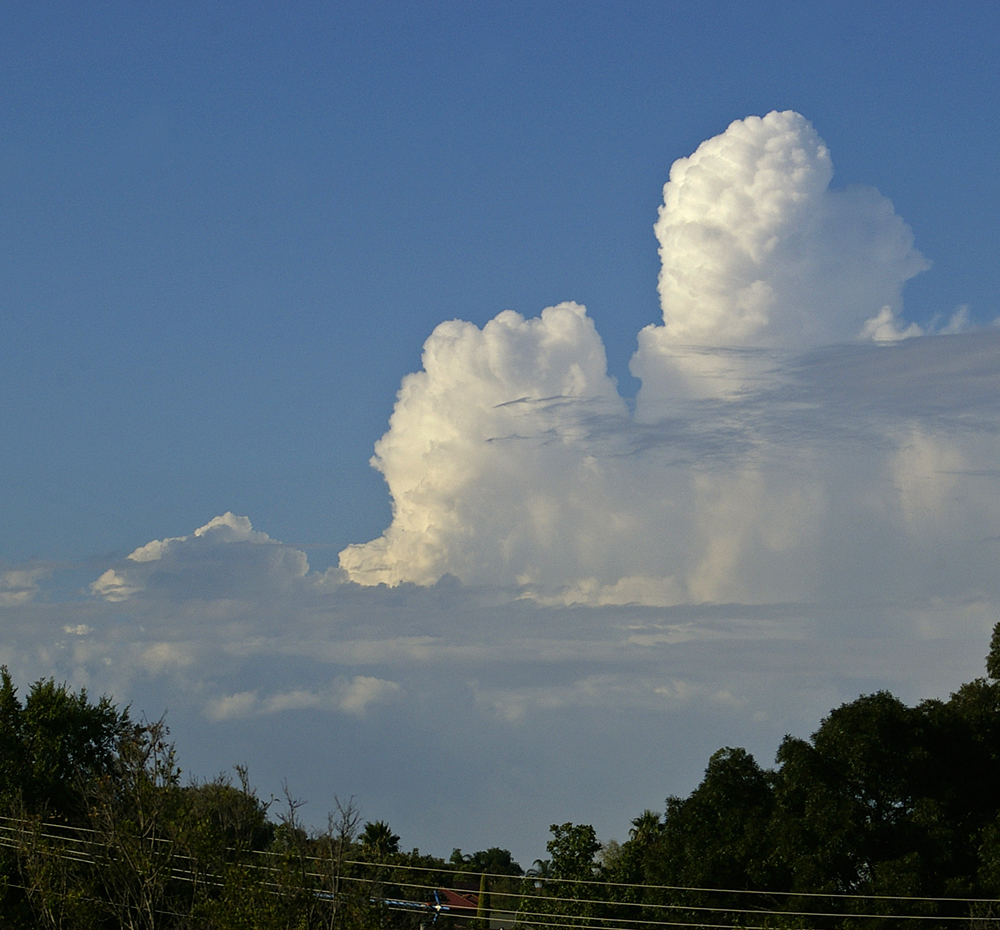
Купчасті потужні хмари, які можуть перетворитися на купчасто-дощові

Ця стадія розвитку триває від появи купчастої хмари до початку випадання зливових опадів. Під час цієї стадії купчасті плоскі хмари (Cumulus humilis) поступово переростають у купчасті потужні (Cumulus congestus), а потім — у купчасто-дощові лисі (Cumulonimbus calvus), з яких і починають випадати опади. У хмарах переважають висхідні потоки, які посилюються від 2—5 м/с в купчастих плоских хмарах до 10—15 м/с в купчастих потужних. Висота хмари зростає від 1,5—2,5 км в купчастих плоских до 6 км в купчастих потужних. Вони складаються з крапель води.
У купчасто-дощовій лисій хмарі починається заледеніння верхньої частини, яка починає складатись із переохолоджених крапель, сніжинок і крижаних кристалів. Швидкості висхідних потоків у таких хмарах можуть сягати 20—25 м/с, а верхня межа — 7—8 км. Перехід від купчастої до купчастої потужної хмари відбувається досить повільно, а від потужно-купчастих до купчасто-дощових — дуже швидко (1 година й менше). Вертикальна швидкість підйому вершини хмари в середньому дорівнює 1 м/с, а в певних випадках може сягати 10 м/с. Між хмарами спостерігаються низхідні потоки повітря.
У нестійкій повітряній масі влітку над материками розвиток купчастої хмарності протікає у такому, добре відомому порядку. Після ясної ночі о 9—11 годині ранку з'являються перші невеликі купчасті хмари Cumulus fractus, досить нестійкі, вони постійно виникають та зникають. Дуже швидко кількість хмар збільшується, деякі із них набувають стійких форм, але залишаються порівняно плоскими (Cumulus humilis). Поступово окремі хмари розростаються як горизонтально, так і вертикально. Вони набувають вигляду Cumulus mediocris і пізніше набувають вигляду клубкуватих білих мас, подібних до куп бавовни або вати, перетворюються на потужні купчасті Cumulus congestus. До 14—16 години хмари набувають максимального розвитку. Окремі хмари можуть виглядати як величезні гори з порівняно гладкими округлими білосніжними вершинами при темних основах. Якщо в таких хмарах верхня частина має волокнисту будову, то вони вже є купчасто-дощовими (Cb calvus — лисі).

### Стадія зрілості

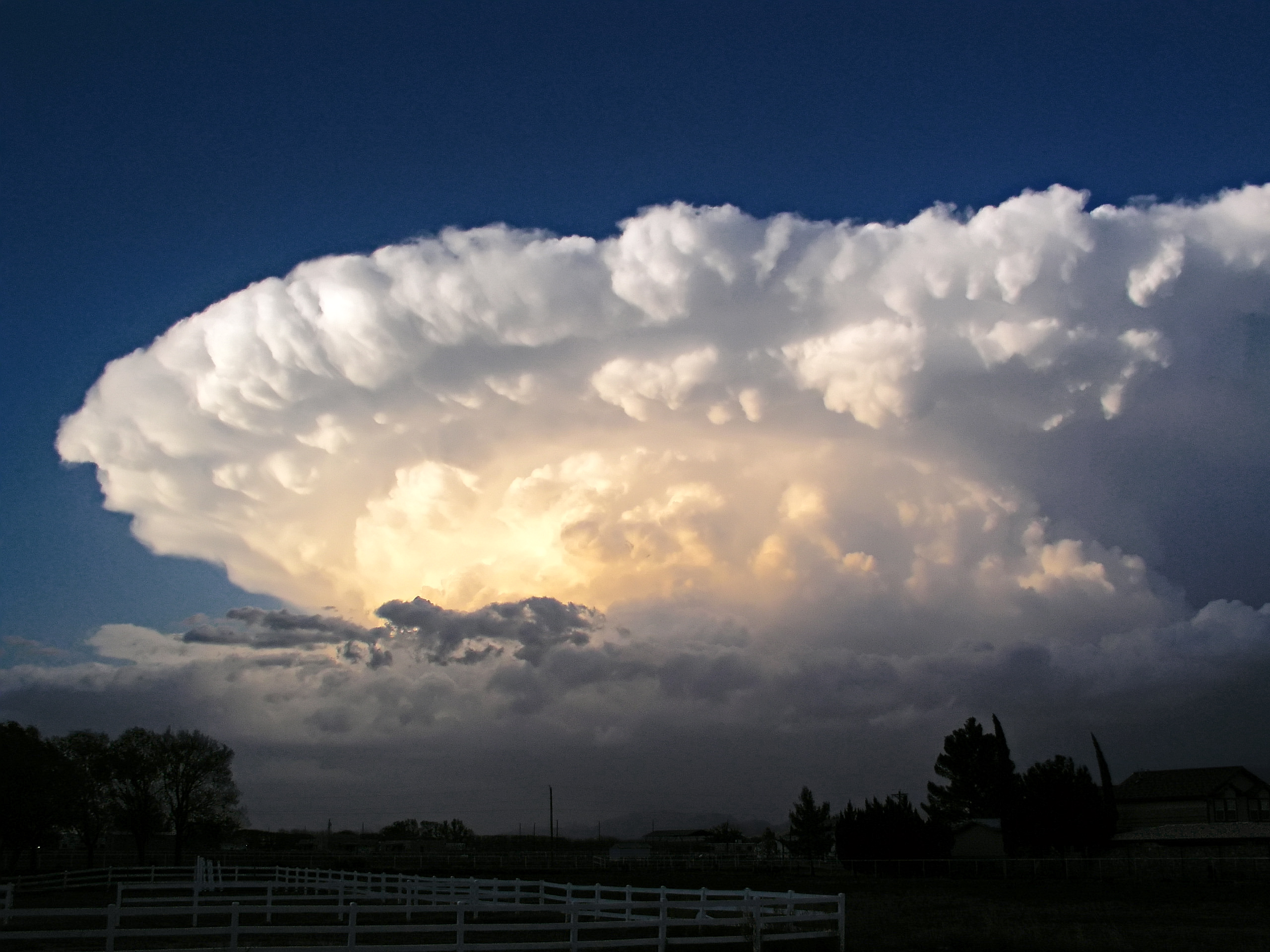
над чапараллю в Нью-Мексико

При подальшому розвитку верхня частина хмари, вміщуючи переважно льодяні кристали, набуває явно волохату будову (Cumulonimbus capillatus — волохаті). З такої хмари випадають опади або, принаймні, видно смуги опадів. Під купчасто-дощовими хмарами, які дають опади, часто утворюються розірвано-дощові (Fractonimbus).
Стадія зрілості триває доки грозова хмара з купчасто-дощової лисої перетворюється на купчасто-дощову волохату. З хмари випадають зливові опади. Виникають електричні розряди у вигляді блискавок. Під час другої стадії в грозовій хмарі спостерігаються інтенсивні висхідні та низхідні рухи повітря. Висхідні потоки сягають максимальних швидкостей 30—40 м/с і більше. Вони переважають у передній частині хмари. Швидкість висхідного потоку в хмарі майже лінійно зростає з висотою, починаючи з основи, і досягає максимального значення в передвершинній частині хмари, після чого до вершини хмари швидкість починає майже лінійно спадати.
Внаслідок зливових опадів утворюються низхідні потоки зі швидкістю 10—15 м/с. Низхідні потоки найбільш розвинені в тиловій частині хмари. Особливістю вертикальних потоків усередині хмари є їх сильна поривчастість. Пориви можуть сягати 15 м/с і викликати при кидках перевантаження літака до 2g і більше. Усередині хмари утворюється багато вихорів різного розміру, які призводять до інтенсивної турбулентності, що викликає сильну бовтанку. Сильна турбулентність спостерігається також і над верхньою межею грозових хмар.

### Стадія розпаду

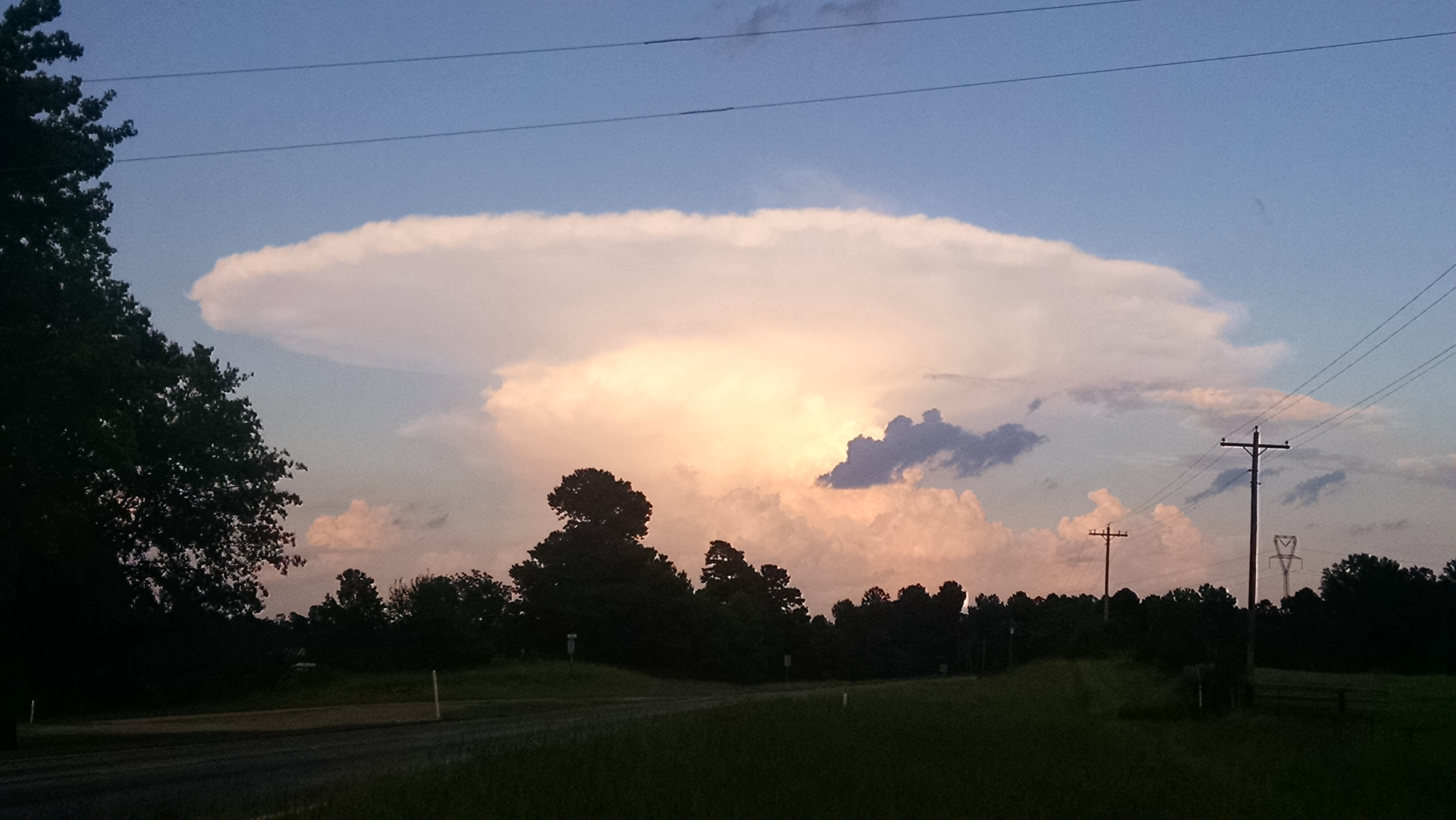
Купчасто-дощова хмара в нерухомому стані

Під вечір із ослабленням і зниженням теплової конвекції вершини хмар починають опускатися, витягуючись у вигляді гряд і перетворюючись у різновидність шарувато-купчастих хмар (Sc vesp. — шарувато-купчасті вечірні), які при припиненні конвекції зникають.
Під час стадії розпаду зливові опади, що випадають із грозової хмари, охолоджують повітря й підстилаючу поверхню під хмарою. Тому слабшають, а потім припиняються висхідні потоки. Під час цієї стадії в грозовій хмарі переважають низхідні потоки, які розмивають цю хмару. Руйнування купчасто-дощової хмари зазвичай починається з нижньої частини. Хмара осідає й розширюється за площею. Швидкість опускання вершини дорівнює 1—1,5 м/с, іноді 3 м/с. Нижня межа грозової хмари набуває своєрідного вигляду — стає вим'яподібною. Вершина хмари плоска й складається з перистих хмар волокнистої структури. У середньому ярусі до грозових хмар примикають висококупчасті хмари, а в нижньому — шарувато-купчасті хмари.
Весь період розвитку грозової хмари триває від 3 до 5 годин. Під час стадії розпаду в грозовій хмарі спостерігаються всі небезпечні явища для польотів літака, які характерні для другої стадії, але протягом руйнування хмари їх інтенсивність зменшується. Такими небезпечними явищами є поривчасті висхідні та низхідні потоки повітря з великими швидкостями, що призводять до раптових кидків повітряного судна, інтенсивне обмерзання на всіх висотах вище нульової ізотерми, електричні розряди у вигляді блискавок, град, що викликає механічні пошкодження літака, сильні атмосферні перешкоди, що порушують радіозв'язок, зливові опади, які обмежують видимість, шквали й смерчі, зрушення вітру в приземному шарі.

### Зв'язок з іншими родами хмар
Купчасто-дощові хмари утворюються здебільшого в результаті подальшого розвитку купчастих потужних хмар, а інколи — і шарувато-дощових. Вони можуть спостерігатися одночасно із високошаруватими, висококупчастими, шарувато-дощовими, шарувато-купчастими, купчастими, розірвано-дощовими. В основі купчасто-дощових хмар, зазвичай, видно смуги випадання опадів. При розпаді купчасто-дощових хмар можуть утворюватися перисті густі, перисто-шаруваті, висококупчасті купчастоподібні хмари, шарувато-купчасті денні, шарувато-купчасті вечірні.

## Опади

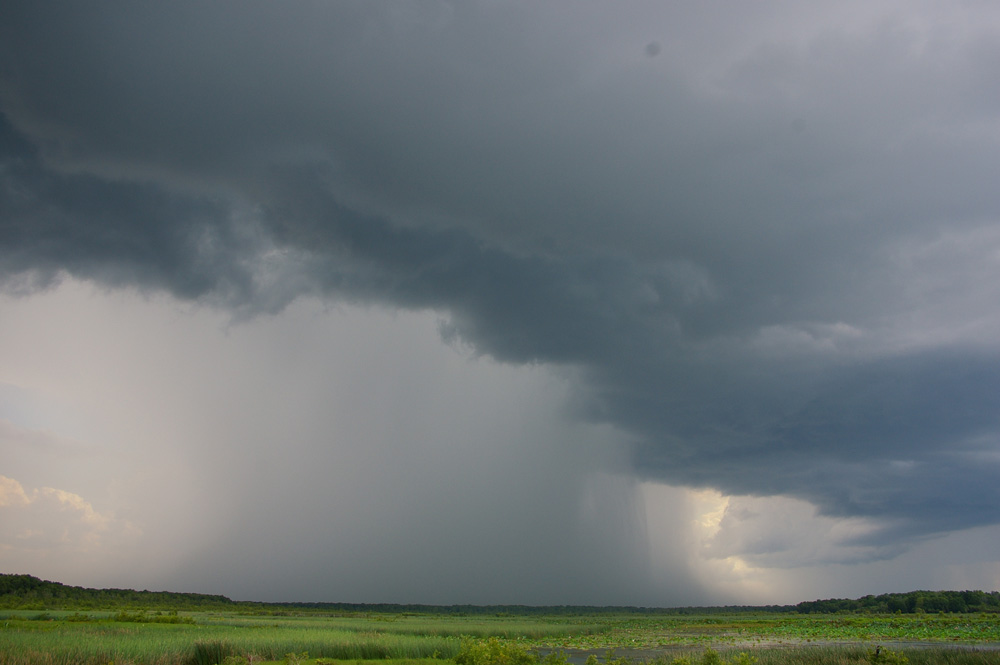
Типова злива над полем, викликана купчасто-дощовими хмарами

Опади завжди мають бурхливий, зливовий характер: влітку вони випадають у вигляді великокрапельного дощу або граду, взимку — у вигляді потужного снігопаду, часто мокрого (пластівцями) і снігової крупи, здебільшого сильної й короткочасної. В окремих випадках, при великій сухості нижніх шарів повітря опади не досягають поверхні Землі внаслідок випаровування, тоді під Cb видно смуги випадання дощу. Часто в купчасто-дощових хмарах спостерігається гроза, град, а інколи, смерч або, над водними поверхнями, торнадо.

### Гроза

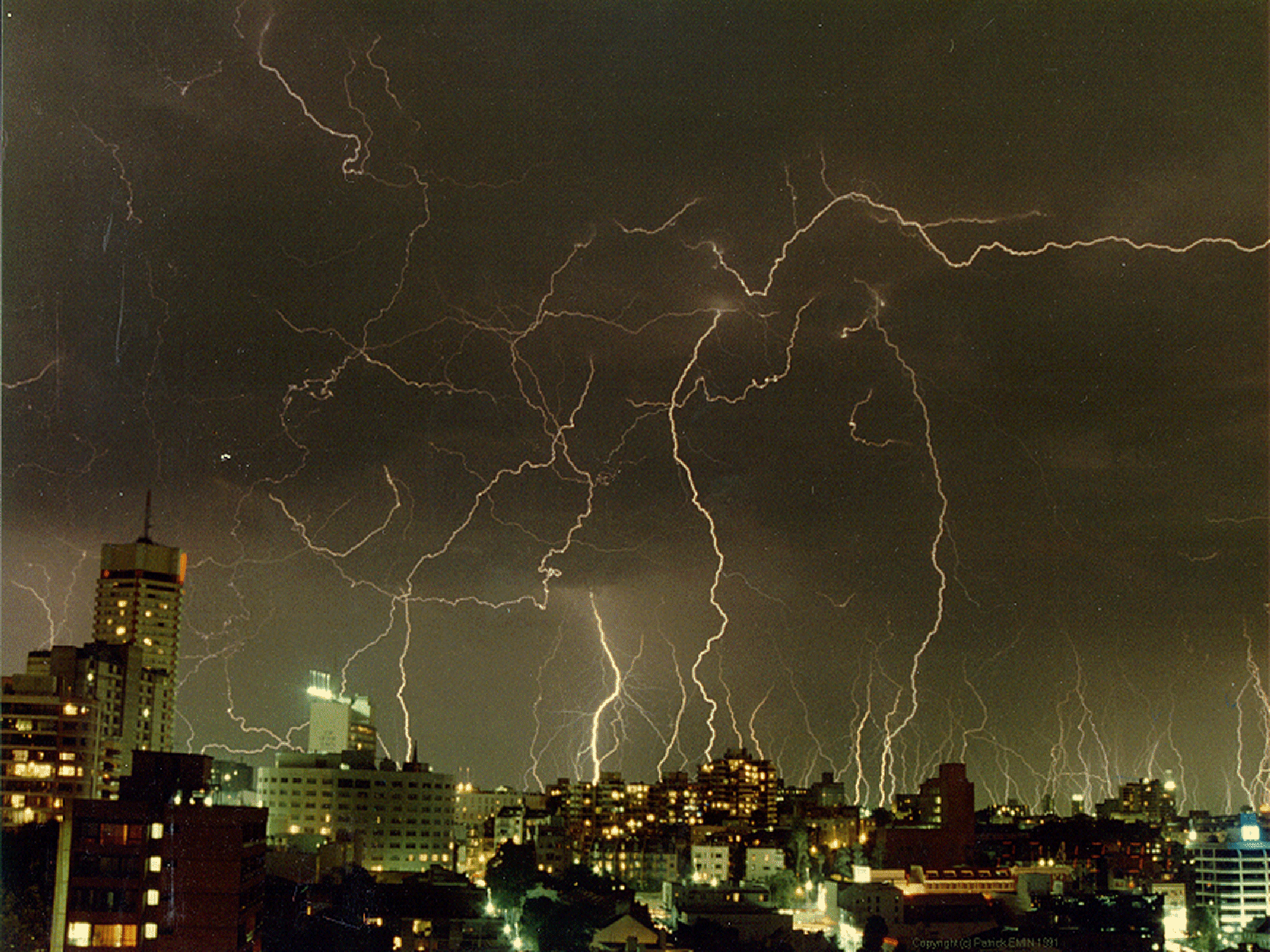
Сильна гроза в Сіднеї, Австралія

Купчасто-дощові хмари можуть формувати грозові системи групами (наприклад лінії шквалів чи суперкоміркові грози), або поодинці (однокоміркові грози). Блискавка виникає внаслідок наявності в хмарі сильних висхідних потоків повітря, коли в ній утворюються відокремлені області, заряджені різнойменними зарядами. Коли напруженість електричного поля хмари або між нижньою зарядженою областю й землею досягає пробійного значення, виникає блискавка.

### Снігопад
Купчасто-дощові хмари зазвичай викликають густий снігопад, який супроводжується сильним вітром (заметіль).

### Снігова крупа
Крупа випадає з шарувато-дощових і купчасто-дощових хмар. Це опади, що складаються з крижаних і сильно озернених сніжинок діаметром понад 1 мм. Найчастіше крупа спостерігається при температурах, близьких до нуля, особливо восени та навесні. Сніжна крупа має снігоподібну будову: крупинки легко стискуються пальцями. Ядерця крижаної крупи мають закляклу поверхню. Роздавити їх важко, при падінні на землю вони підскакують.

### Град

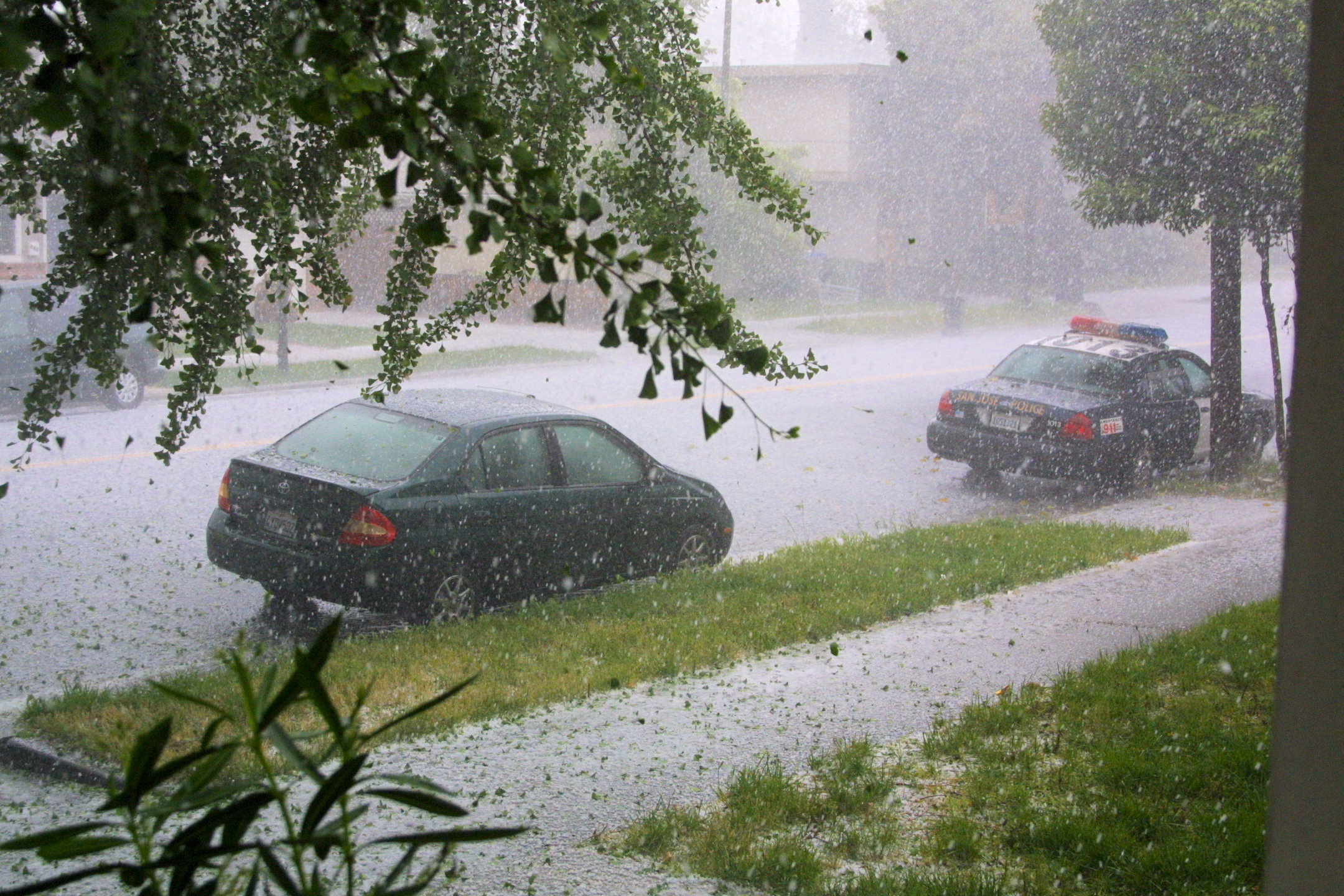
Випадіння граду в Сан-Хосе, Каліфорнія

Град утворюється в потужній купчасто-дощовій хмарі при сильних висхідних потоках повітря, що підіймаються. На цих потоках підтримуються великі переохолоджені краплини води. На висоті 8—10 км краплі замерзають. Вдаряючись одне в одну, вони формують градини, які важчають і спускаються в нижчі хмари, де переохолоджених крапель ще більше. Щоб набрати в діаметрі 1 см, кожна градина повинна зробити близько 100 мільйонів зіткнень із хмаровими краплями. Далі випадання граду проходить лавиноподібно. За лічені хвилини град вкриває землю крижаними кульками шаром 5—7 см.

## Вплив на природу
Купчасто-дощові хмари зустрічаються в грозових системах, тропічних циклонах та на лініях фронту. Вони є дуже поширеними в тропічних регіонах.
Купчасто-дощові хмари можуть викликати зливовий дощ конвективного характеру і паводки, а також низхідні потоки вітру з вершини хмари. Більшість купчасто-дощових хмар розпадаються після 20 хвилин, коли опади викликають сильний низхідний потік повітря, який перевищує висхідний, в результаті чого енергія розсіюється. Якщо в атмосфері є достатньо сонячної енергії (наприклад, у літній спекотний день), опади з однієї хмари можуть випаруватися, призводячи до створення нової хмари, всього в декількох милях від колишньої. Це може призвести до того, що гроза триває інколи до декількох годин. Купчасто-дощові хмари також можуть принести небезпечні зимові шторми (так званий «сніжні грози»), які приносять блискавки, грім і сильні заметілі.